# Meurtre de Lemuel Penn
Lemuel Augustus Penn (19 septembre 1915 - 11 juillet 1964) est surintendant adjoint des écoles publiques de Washington, un vétéran décoré de la Seconde Guerre mondiale et un lieutenant-colonel de la Réserve de l'armée des États-Unis qui est assassiné par des membres du Ku Klux Klan, neuf jours après l'adoption de la loi sur les droits civils de 1964.

## Meurtre
Afro-américain, Lemuel Penn rejoint la Réserve de l'Armée de l'Université Howard et sert comme officier pendant la Seconde Guerre mondiale en Nouvelle-Guinée et aux Philippines, gagnant une Bronze Star. Lorsqu'il est assassiné à l'âge de 48 ans, il avait été administrateur adjoint des écoles publiques de la capitale et père de deux filles et d'un fils, Linda, 13 ans, Sharon, 11 ans et Lemuel Jr., 5.
Penn rentrait chez lui, avec deux autres officiers noirs de la Réserve à Washington, DC, en provenance de Fort Benning, en Géorgie. Leur Chevrolet Biscayne est repérée par trois membres blancs des United Klans of America - James Lackey, Cecil Myers et Howard Sims - qui ont noté ses plaques DC. Howard Sims - l'un des tueurs - a ensuite déclaré : « ce doit être l'un des garçons du président Johnson », manifestement motivé par la haine raciale. Les Klansmen ont suivi la voiture avec leur Chevy II, Sims disant « je vais me tuer un nègre ».
Penn est tué par balle sur un pont de Broad River sur la Georgia State Route 172 dans le comté de Madison, en Géorgie, près de Colbert, au nord de la ville d'Athens. Juste avant que l'autoroute n'atteigne la Broad River, la Chevy II s'arrête le long de la Biscayne. Le Klansman Cecil Myers se saisit d'un fusil de chasse et tire. Depuis le siège arrière, Howard Sims, également membre du Ku Klux Klan, fait de même.
Les autorités ont rapidement identifié James S. Lackey, également un Klansman, et Myers et Sims comme ceux qui ont pourchassé le trio de réservistes de l'armée. Sims et Myers ont été jugés par la cour supérieure de l'État, mais déclarés non coupables par un jury entièrement blanc.
Les procureurs fédéraux les inculpent finalement pour avoir violé les droits civils de Penn en vertu du Civil Rights Act de 1964. Le 27 juin 1966, une procédure pénale est engagée contre Sims, Myers, Lackey et trois autres Klansmen locaux, Herbert Guest, Denver Phillips et George Hampton Turner. Deux semaines plus tard, Sims et Myers sont reconnus coupables de par un jury d'un tribunal de district fédéral leurs quatre co-accusés sont acquittés. Sims et Myers sont condamnés à dix ans chacun et purgent environ six ans dans une prison fédérale. Howard Sims a été tué avec un fusil de chasse en 1981 à l'âge de 58 ans. James Lackey est décédé à 66 ans en 2002, Cecil Myers en 2018 à l'âge de 79 ans.
Le mémorial érigé par la Georgia Historical Society, le Lemuel Penn Memorial Committee et la Colbert Grove Baptist Church énonce : « Dans la nuit du 11 juillet 1964, trois anciens combattants afro-américains de la Seconde Guerre mondiale rentrant chez eux après une formation à Ft. Benning, en Géorgie, ont été remarqués à Athens par des membres locaux du Ku Klux Klan. Les officiers ont été suivis jusqu'au Broad River Bridge, à proximité, où leurs poursuivants ont ouvert le feu sur le véhicule, tuant le lieutenant-colonel Lemuel Penn. Lorsqu'un jury local n'a pas condamné les suspects de meurtre, le gouvernement fédéral a poursuivi avec succès les hommes pour violation de la nouvelle loi sur les droits civils de 1964, adoptée neuf jours seulement avant le meurtre de Penn. L'affaire a contribué à la création d'un groupe de travail du ministère de la Justice dont le travail a abouti à la loi sur les droits civils de 1968. »  Le meurtre de Penn est à la base de l'affaire de la Cour suprême United States v. Guest, dans lequel la Cour affirme la capacité du gouvernement à porter des accusations criminelles contre les conspirateurs privés qui, avec l'aide d'un fonctionnaire de l'État, privent une personne des droits garantis par le quatorzième amendement de la Constitution des États-Unis.